# Toomas Kandimaa
Toomas Kandimaa, né le 19 juin 1975, à Elva, en République socialiste soviétique d'Estonie, est un ancien joueur estonien de basket-ball. Il évolue durant sa carrière aux postes de arrière et d'ailier.